# Colaphus hoefti
Colaphus hoefti é uma espécie de artrópode pertencente à família Chrysomelidae.